# Galneryus
Galneryus este o trupă japoneză de Neo-classical metal formată în anul 2001. 

## Membri

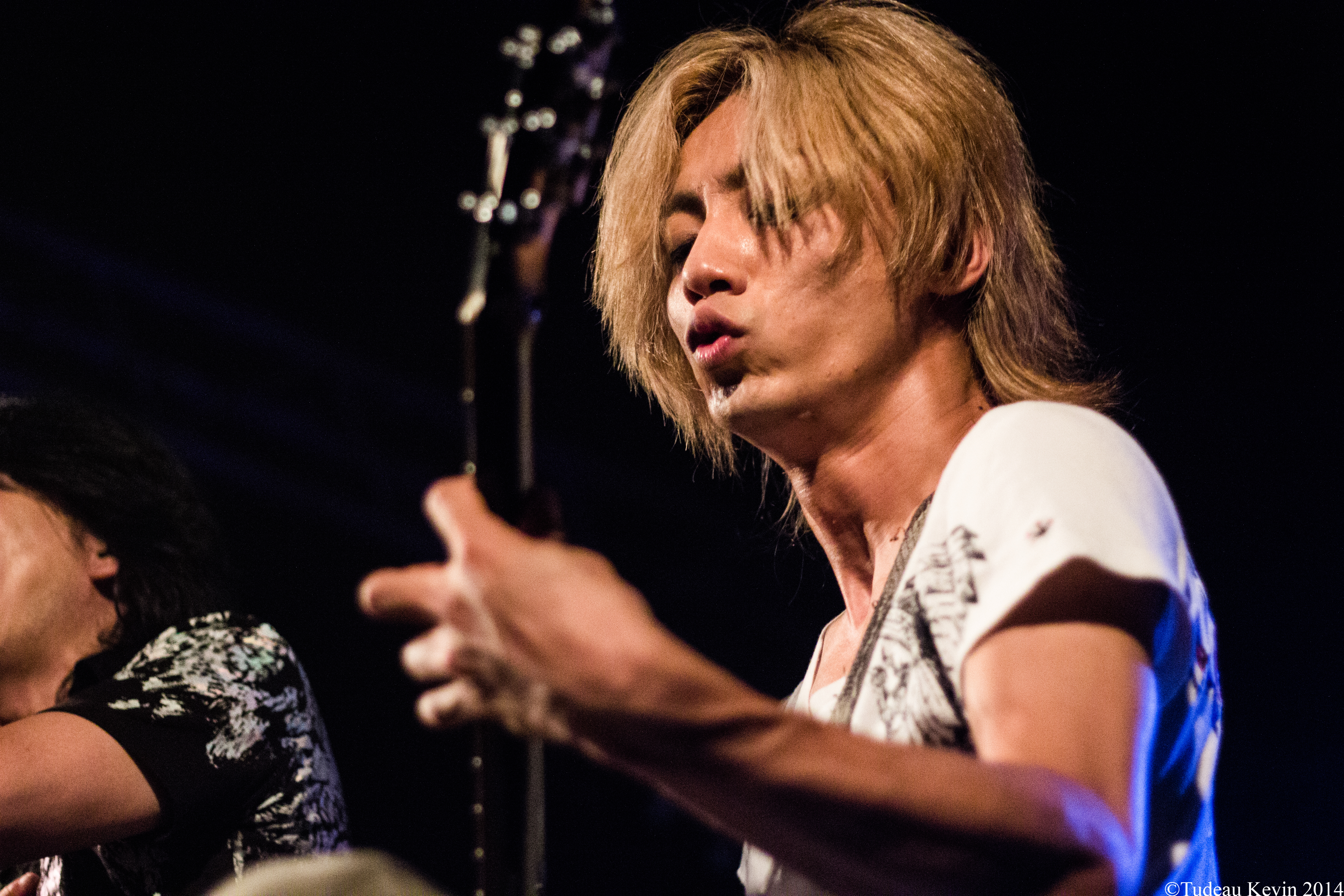
Syu
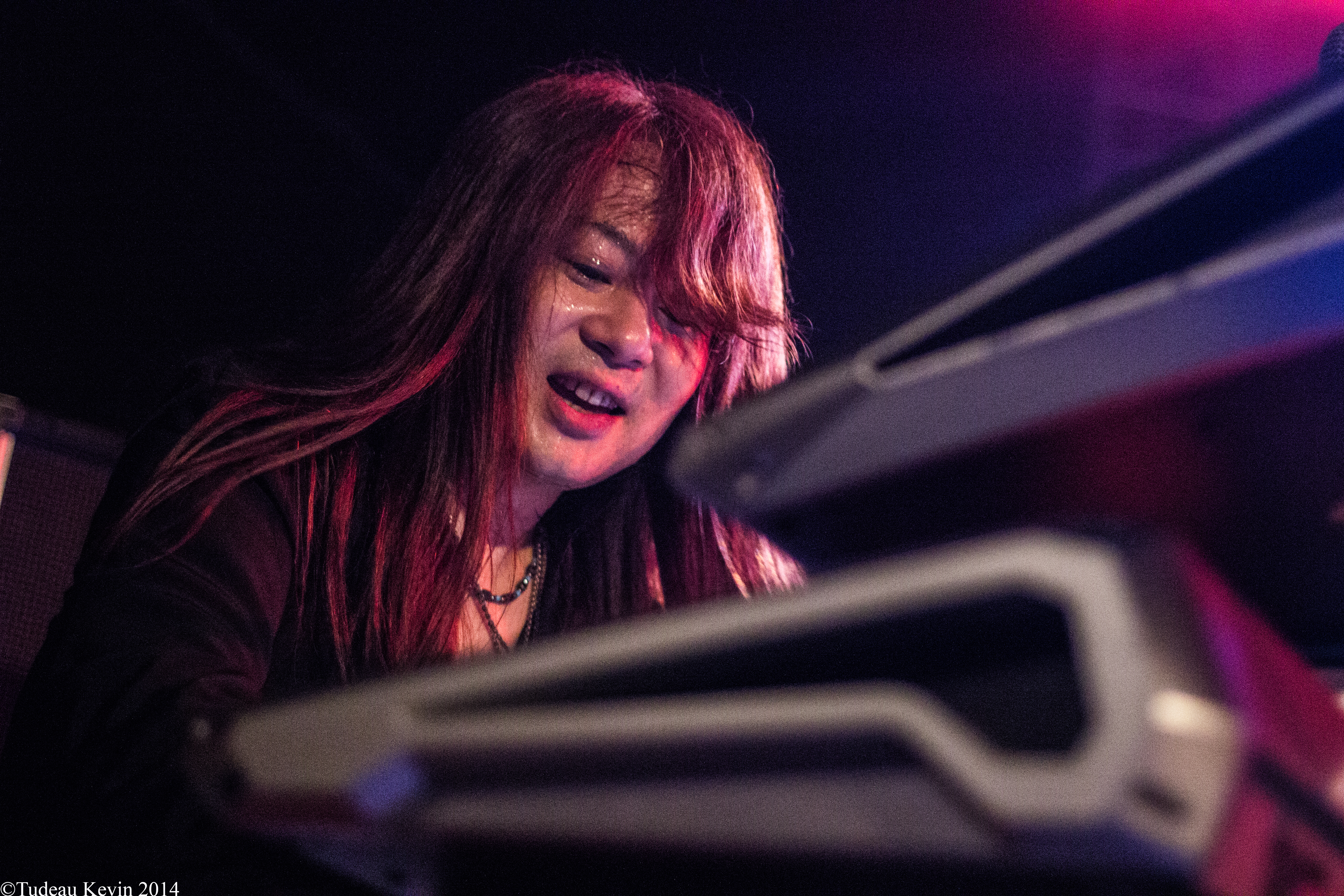
Yuhki
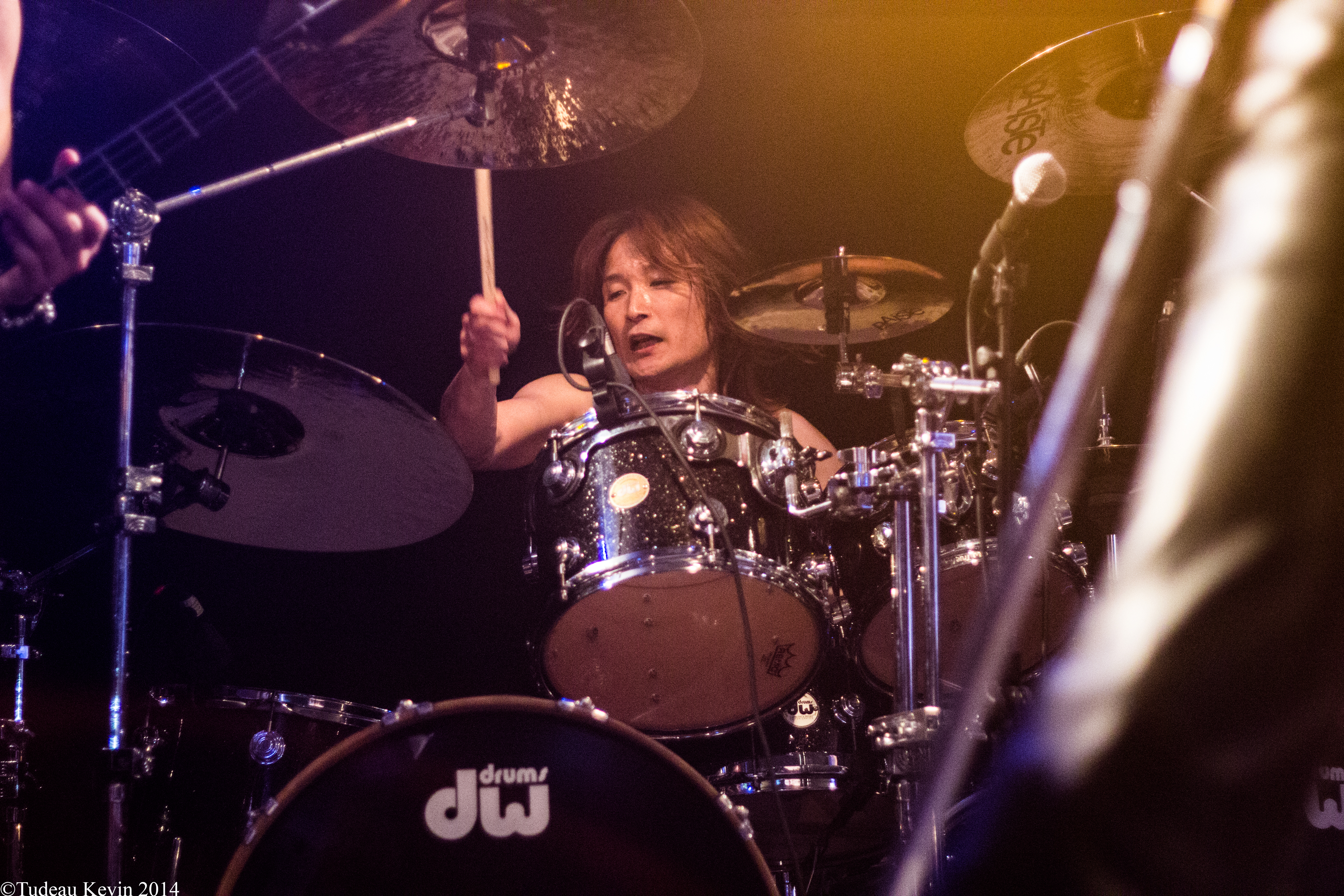
Jun-ichi
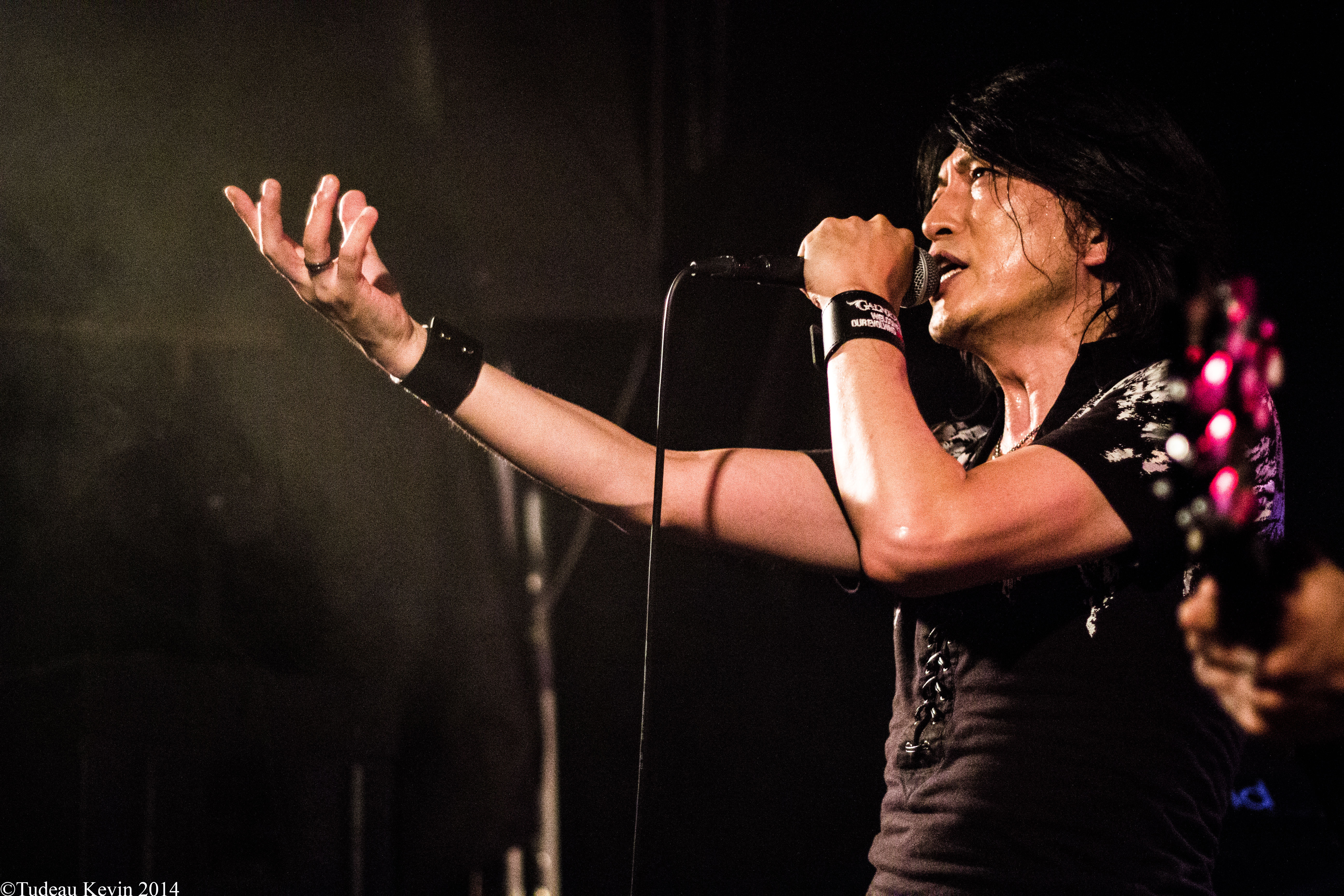
Masatoshi “Sho” Ono
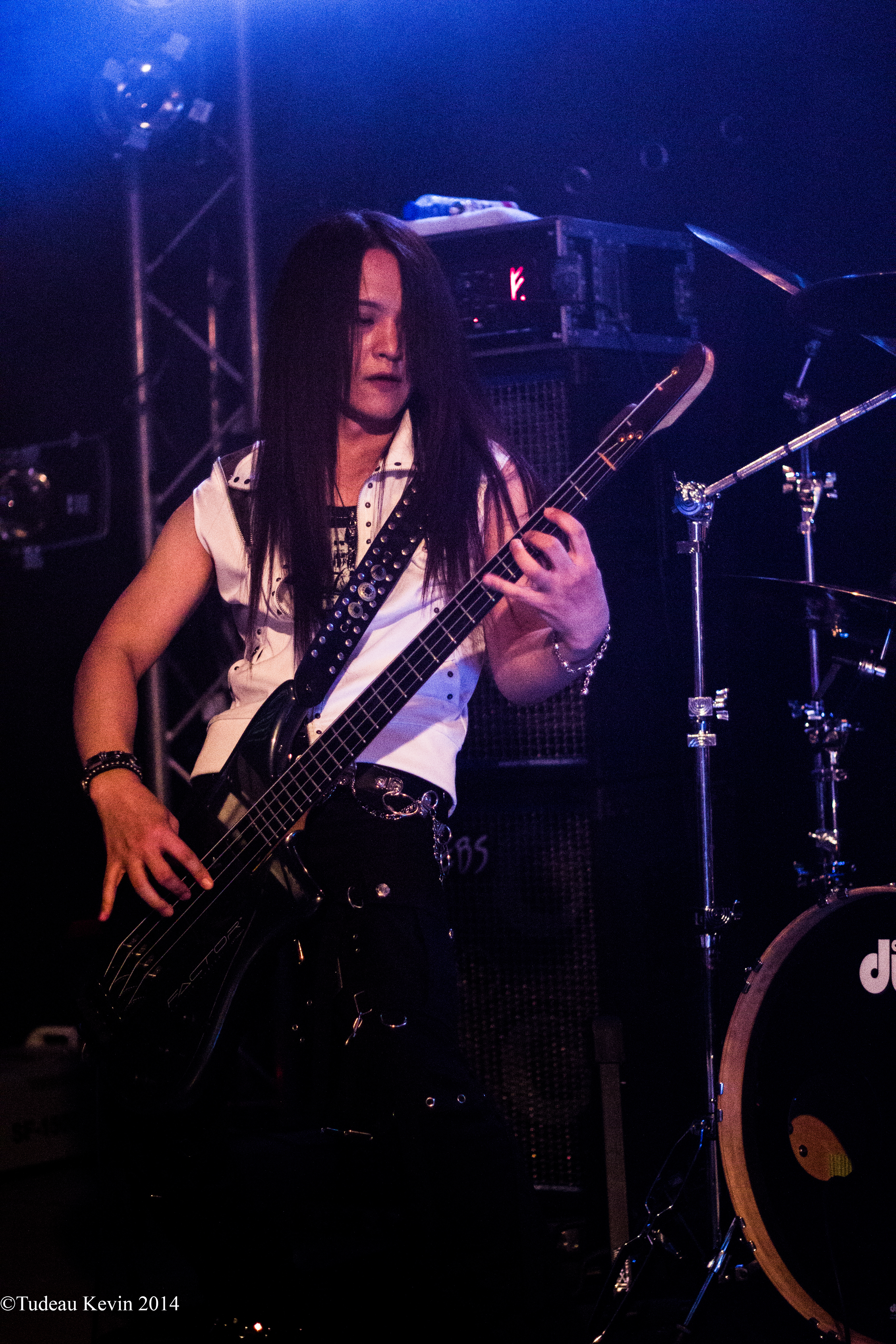
Taka

Membri actuali
- Syu (植田 修輔 Shūsuke Ueda?) – chitară, voce de fundal (2001–prezent)
- Yuhki – clape, keytar, voce de fundal (2003–prezent, suport în 2002)
- Masatoshi "Sho" Ono (小野 正利 Ono Masatoshi?) – vocal (2009–prezent)
- Taka – chitară bas (2009–prezent)
- Fumiya – baterie (2016–prezent)

Foști membri
- Ryosuke "Tsui" Matsui (松井 亮介 Matsui Ryōsuke?) – chitară bas, voce de fundal (2003–2006)
- Masahiro "Yama-B" Yamaguchi (山口 将宏 Yamaguchi Masahiro?) – vocal (2001–2008)
- Yu-To – chitară bas, voce de fundal (2006–2009)
- Junichi Satoh (佐藤 潤一 Satō Jun'ichi?) – baterie (2003–2016)

Membri adiționali
- Shôgo Himuro – chitară bas (2001–2002)
- A – clape (2001–2002)
- Yoshinori Kataoka – clape (2002)
- Toshihiro "Tossan" Yui – baterie (2001–2002)
- Yusuke – chitară bas (2002–2003)

## Discografie

### Albume de studio
- The Flag of Punishment (2003) Oricon Album Weekly Chart Peak Position: No. 161[4]
- Advance to the Fall (2005) No. 86[4]
- Beyond the End of Despair... (2006) No. 57[4]
- One for All - All for One (2007) No. 53[4]
- Reincarnation (2008) No. 55[4]
- Resurrection (2010) No. 35[4]
- Phoenix Rising (2011) No. 23[4]
- Angel of Salvation (2012) No. 17[4]
- Vetelgyus (2014)
- Under the Force of Courage (2015)
- Ultimate Sacrifice (2017)
- Into the Purgatory (2019)

### Single-uri/EP-uri
- United Flag (2001, EP)
- "Rebel Flag" (2002)
- "Everlasting" (2007) Oricon Single Weekly Chart Peak Position: No. 68[5]
- "Alsatia/Cause Disarray" (2008) No. 60[5]
- Shining Moments (2008, digital EP)
- Beginning of the Resurrection (2010, digital EP)
- "Future Never Dies" (2011, limited single)
- Kizuna (絆? 2012, mini-album) No. 37[4]
- "Hunting for Your Dream" (2012) No. 30 (type B)[5]
- "Attitude to Life" (2014)

### Albume cover
- Voices from the Past (2007)
- Voices from the Past II (2008)
- Voices from the Past III (2010)
- The Ironhearted Flag Vol. 1: Regeneration Side (2013, self-cover) No. 15[4]
- The Ironhearted Flag Vol. 2: Reformation Side (2013, self-cover) No. 17[4]

### Compilații
- Best of the Braving Days (2009) No. 154[4]
- Best of the Awakening Days (2009) No. 157[4]
- Best-R (2012, rental-only)

Contribuții la compilații
- "Black Diamond" (original de Stratovarius) – Stand Proud! III (スタンド・プラウド! III? 2002)
- "Soldier of Fortune" (original de Loudness) – Japanese Heavy Metal Tribute Tamashii II (~JAPANESE HEAVY METAL TRIBUTE~魂II? 2002)
- "Struggle for the Freedom Flag" – Hard Rock Summit in Osaka (2004)
- "Serenade (D.N.mix)" – The Songs For Death Note The Movie ~The Last Name Tribute~ (2006)
- "A Far-Off Distance (TV Size)" – Rainbow: Nisha Rokubō no Shichinin Opening/Ending theme digital EP (2010)
- "Holy Blood: Tatakai no Kettô" (HOLY BLOOD 〜闘いの血統〜?) (original de Seikima-II) – Tribute to Seikima-II: Akuma to no Keiyakusho (Tribute to 聖飢魔II -悪魔との契約書-? 2010)
- "Against the Wind" (original de Stratovarius) – Crying Stars -Stand Proud!- (2010)
- "The Spirit Carries On" (original de Dream Theater) – Crying Stars -Stand Proud!- (2010)
- "Tonight I'm Falling" (original de TNT) – The Voice -Stand Proud!- (2011)
- "Angel Don't Cry" (original de Toto) – The Voice -Stand Proud!- (2011)

### DVD-uri
- Live for Rebirth (2006) Oricon DVD Weekly Chart Peak Position: No. 142[6]
- Live for All - Live for One (2008) No. 85[6]
- Live in the Moment of the Resurrection (2010) No. 47[6]
- Phoenix Living in the Rising Sun (2012) No. 47[6]
- Reliving the Ironhearted Flag (2014)
- Attitude to Live (2015)
- The Sense of Our Lives (2016)
- Just Play to the Sky ~What Could We Do For You...?~ (2018)
- Falling into the Flames of Purgatory (2020)